# Кампремолдо Сото (Пјаченца)
Кампремолдо Сото је насеље у Италији у округу Пјаченца, региону Емилија-Ромања.
Према процени из 2011. у насељу је живело 108 становника. Насеље се налази на надморској висини од 75 м.